# Teresita Pagano
Teresita Pagano (Buenos Aires, Argentina; 30 de abril  de 1931 – Buenos Aires, Argentina; 17 de septiembre de 1997) fue una actriz argentina que brilló durante la época dorada cinematográfica.

## Carrera
Pagano, cuyo nombre verdadero era Leony Pagano Barbeito, fue una actriz que, sobre todo durante su adolescencia, trabajo enormemente en decenas de films argentinos.
Trabajó con actores y actrices de la talla de Mirtha Legrand, Juan Carlos Thorry, Miguel Gómez Bao, María Duval, Juana Sujo, Tito Gómez, Roberto Airaldi, Norma Castillo, entre muchos otros.

### Cine
- 1942: La novia de primavera
- 1943: Cuando florezca el naranjo
- 1944: La pequeña señora de Pérez
- 1946: El Padre Pitillo
- 1948: Por ellos... todo
- 1945: La señora de Pérez se divorcia
- 1953: La mejor del colegio[2]

## Últimos años
Pagano abandonó la profesión a mediados de 1960 y se dedicó a su familia y a un trabajo como administrativa en una oficina comercial de Entel, hasta su muerte en 1997 a los 66 años.